# Sécurité globale (concept)

## Origines du concept
Les origines de ce concept viennent des travaux de la commission Palme, en 1982, qui évoquent « la sécurité commune » et l'interdépendance croissante due au développement économique. Théoriquement, ce sont Kenneth Waltz, Barry Buzan, et Yves Roucaute, en 1991, qui conduisent les recherches qui vont permettre aux États-Unis et en Europe de repenser la sécurité en mettant en cause les paradigmes classiques qui dominaient alors les recherches sur la sécurité (réalistes, néoréalistes, moralistes et transnationaux) et en avançant cette notion de sécurité globale. Les travaux de la Commission  de l'O.N.U. dirigée par Shridath Ramphal, qui définissent une « overall security governance », conduisent au milieu des années 1990 à accélérer les travaux. En particulier, Susan Strange défend à son tour l'idée que la sécurité exige de prendre en compte la dimension économique, environnementale et culturelle. 

## Nouveau paradigme
Le développement des nouvelles menaces qui sont liées à la mondialisation et aux nouvelles technologies vont permettre le surgissement d'un vrai paradigme de la sécurité globale au milieu des années 2000. Le développement du terrorisme, en particulier à partie des attentats du 11 septembre 2001, ont contribué à cela autant que l'explosion du cybercrime et de l'espionnage industriel. Le professeur Yves Roucaute expose le paradigme scientifique en tant que tel en juin 2009 au Sénat dans une communication sur la sécurité, puis le 10 octobre 2009, devant l'état-major, à l'École Militaire dans sa communication « Mondialisation et sécurité nationale », puis à Luxembourg, comme chairman de la table ronde de  l'Association Internationale de Science Politique sur la sécurité globale, puis devant lE comité de pilotage de l'Université mondiale de la sécurité, sous l'égide de l'ONU ,,. L'irruption au centre des préoccupations publiques des menaces et des risques anciens et nouveaux  (conflits de haute intensité, guerres asymétriques, terrorisme international, cybercrime, catastrophes naturelles, crises sanitaires internationales, crime organisé et réseaux mafieux à l’efficacité renforcée grâce aux nouvelles technologies et à l’effacement progressif des frontières nationales, etc.)  conduisent les États occidentaux à repenser leur sécurité en des termes plus globaux - associant problématiques de sécurité intérieure et enjeux stratégiques internationaux - et, par voie de conséquence, à réorganiser leurs architectures nationales de sécurité pour en tenir compte. De nombreux travaux sont aujourd'hui engagés dans le cadre de cette problématique qui est devenue aussi celle de l'OTAN et de l'O.U.A.

## Concept aux Etats-Unis
La notion de sécurité globale est ainsi plus large que le  concept américain de Homeland Security et est synonyme de « overall security ». Et le paradigme de sécurité globale permet de penser la capacité d’un État à prévenir et à assurer à l’ensemble de ses membres un niveau maximum de sécurité face aux risques et menaces, de façon à permettre la protection des habitants, la pérennité des activités collectives et individuelles, avec un maximum de résilience.

## Loi en France
Le concept de Sécurité globale est également donné au titre de la loi pour une sécurité globale préservant les libertés présentée et votée par les députés de la majorité, et soutenue par le gouvernement Castex. La loi suscite une intense mobilisation des journalistes et des citoyens qui s'opposent à ses principaux articles, craignant une possible atteinte aux libertés individuelles et au respect de la vie privée. Des experts internationaux indépendants, comme plusieurs Rapporteurs spéciaux des Nations unies, ou encore la Commissaire aux droits de l'homme du Conseil de l'Europe, soulignent les inquiétudes soulevées par le texte.